# Melbourne
Melbourne [ˈmɛɫbən] ⓘ ist die Hauptstadt des Bundesstaates Victoria in Australien. Sie ist mit etwa 5,207 Millionen Einwohnern nach Sydney die zweitgrößte Stadt Australiens. Die Einwohner von Melbourne werden im Englischen Melburnians genannt. Melbourne wurde 1837 nach dem damaligen britischen Premierminister Lord Melbourne benannt und ist katholischer sowie anglikanischer Erzbischofssitz.
Die aus der Kernstadt Melbourne City mit rund 149.000 Einwohnern (Stand Zensus 2021) und 30 weiteren Gemeinden bestehende Agglomeration ist das wichtigste wirtschaftliche, kulturelle und politische Zentrum Victorias. Die Bevölkerung der Stadt besteht zum großen Teil aus Einwanderern, die u. a. indischer, chinesischer, englischer, vietnamesischer oder neuseeländischer Herkunft sind.

## Geographie

### Geographische Lage

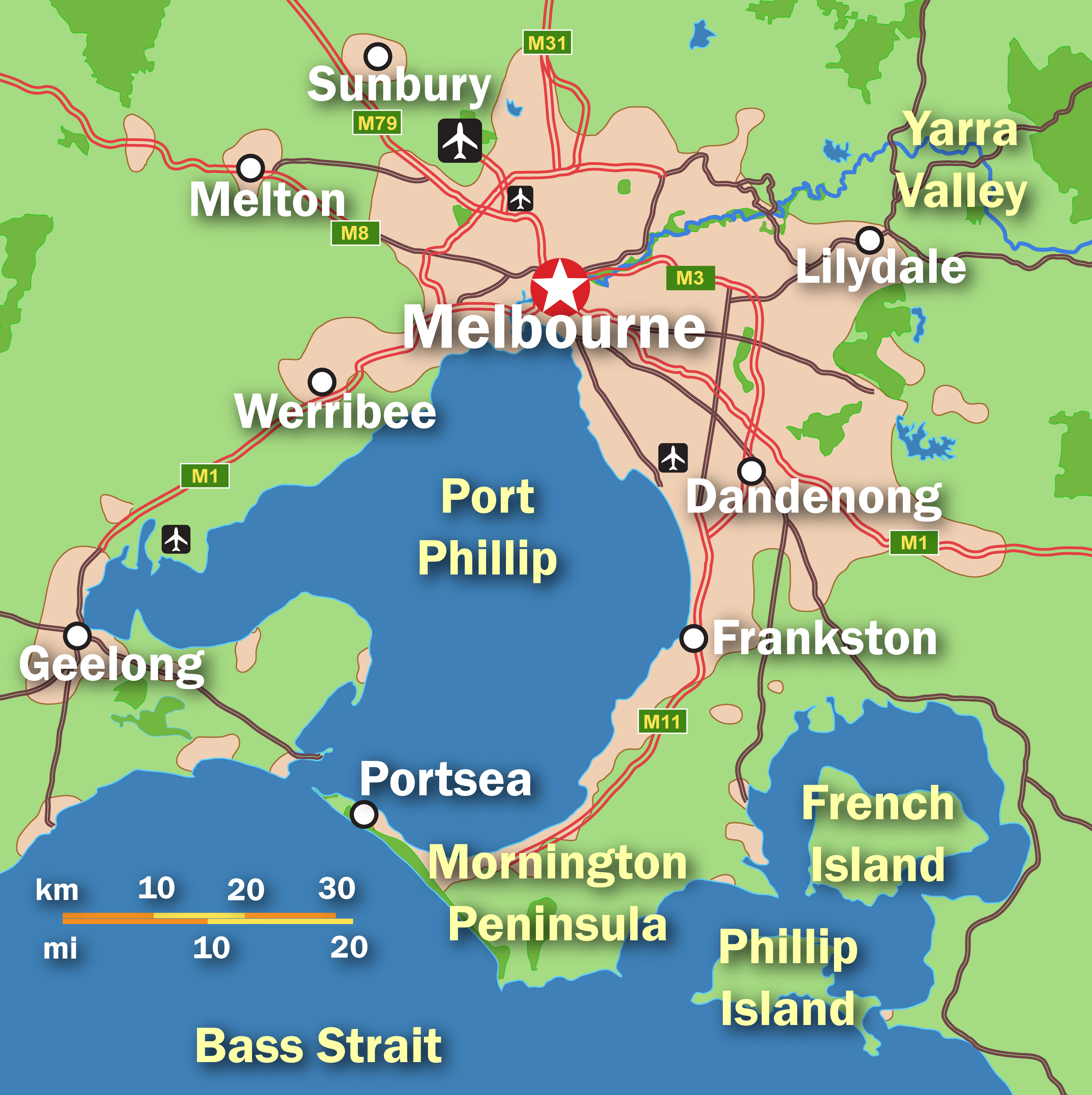
Karte von Melbourne

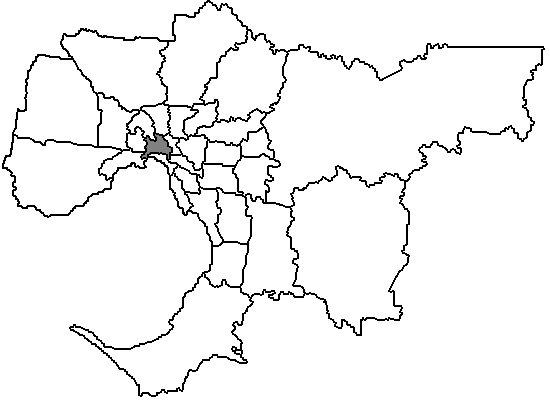
Die 31 LGAs von Melbourne, im Zentrum die City (grau)

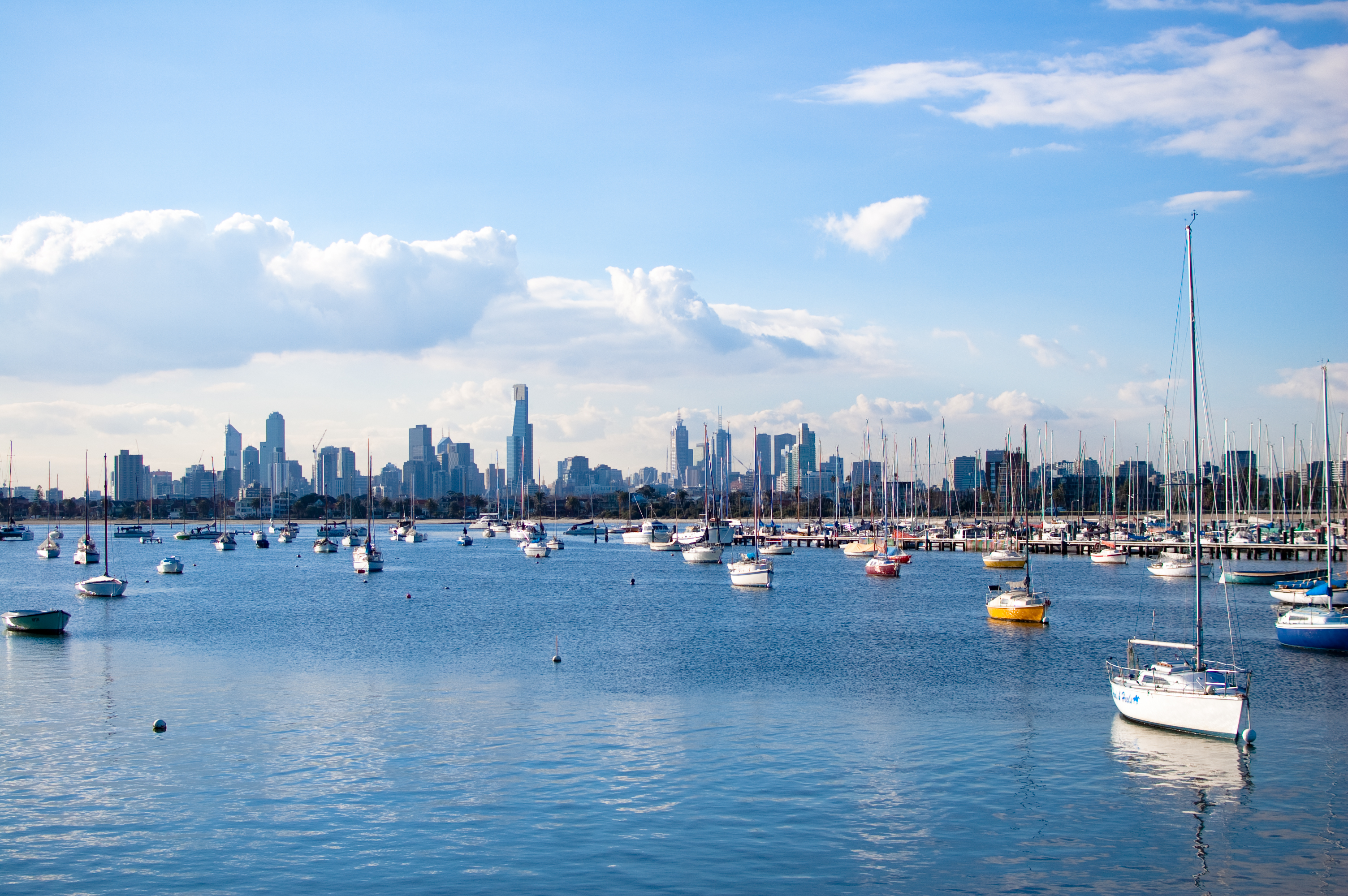
Melbournes Skyline von St. Kilda aus gesehen

Die Stadt liegt am Yarra River im Süd-Osten nahe dessen Mündung in die Port-Phillip-Bucht durchschnittlich 14 Meter über dem Meeresspiegel. Das Stadtgebiet (Urbanized Area) hat eine Fläche von 1705 Quadratkilometern.
Die Metropolregion (Melbourne Statistical Division) hat eine Fläche von 8830 Quadratkilometern. Sie erstreckt sich von Nord nach Süd über etwa 70 Kilometer und von Ost nach West über rund 50 Kilometer. Die geographischen Koordinaten sind 37,49 Grad südlicher Breite und 144,57 Grad östlicher Länge. Damit ist Melbourne die südlichste Millionenstadt der Welt.
Im Stadtgebiet von Melbourne liegen 31 Local Government Areas (LGAs). Diese Verwaltungsbezirke, auch Metro Councils genannt, bilden die Region Greater Melbourne. 4,9 der 6,5 Millionen Einwohner (Stand 2021) Victorias leben hier. Die 26 als Citys bezeichneten LGAs werden auch als Metropolitan Area, die fünf Shires als Outer Metropolitan Area von Melbourne bezeichnet.
Eine besondere Rolle nimmt die zentrale City of Melbourne im Stadtzentrum ein, auch Central Business District (CBD) genannt. Ihr Oberhaupt trägt den Titel Lord Mayor trägt (sonst nur Mayor) und er repräsentiert die Stadt Melbourne nach außen hin.

### Stadtgliederung
Geographisch unterscheidet man die Innenstadt (Inner City) und die nördlichen, östlichen, südöstlichen und westlichen Bezirken. Melbourne besteht außerdem geographisch aus 217 Stadtteilen (englisch: Suburbs), die sich teilweise mit den LGA überschneiden.
- Inner City
  - Melbourne City
  - Port Phillip City
  - Yarra City
- Northern Councils
  - Banyule City
  - Darebin City
  - Hume City
  - Merri-bek City
  - Moonee Valley City
  - Nillumbik Shire
  - Whittlesea City
- Eastern Councils
  - Boroondara City
  - Knox City
  - Manningham City
  - Maroondah City
  - Whitehorse City
  - Yarra Ranges Shire
- Western Councils
  - Brimbank City
  - Hobsons Bay City
  - Maribyrnong City
  - Melton Shire
  - Wyndham City
- Southeastern Councils
  - Bayside City
  - Cardinia Shire
  - Casey City
  - Greater Dandenong City
  - Frankston City
  - Glen Eira City
  - Kingston City
  - Monash City
  - Mornington Peninsula Shire
  - Stonnington City

### Klima
Melbourne liegt in der gemäßigten Klimazone. Die durchschnittliche Jahrestemperatur beträgt 14,9 °C. Der wärmste Monat ist der Februar mit einer Durchschnittstemperatur von 20,2 °C, der kälteste Monat der Juli mit 9,7 °C im Mittel. Die höchste je in Melbourne gemessene Temperatur wurde mit 46,4 °C am 7. Februar 2009 aufgezeichnet, die tiefste mit −2,8 °C am 21. Juli 1869.
Die mittlere Jahresniederschlagsmenge beträgt 649,8 Millimeter. Der meiste Niederschlag fällt im Oktober mit durchschnittlich 66,1 Millimeter, der geringste im Januar mit nur 47,3 Millimeter im Mittel.
Das Wetter in Melbourne ist sehr wechselhaft und wird gerne mit „four seasons in a day“ (deutsch Vier Jahreszeiten an einem Tag) beschrieben. Starke Wetterschwankungen sind vor allem vom Frühjahr bis zum Sommer zu beobachten. Sie äußern sich primär in Form von Stürmen, Regen und schnellen Temperaturstürzen. Hierfür ist der Temperaturunterschied zwischen dem kühlen Südpazifischen Ozean und dem erheblich wärmeren Inland Australiens verantwortlich. Erwärmt sich das Land deutlich schneller als der Südpazifik, steigt die Luft über dem Land auf. Die kältere Luft vom Meer bewegt sich als Südwind, auch Southerly genannt, zum nördlichen Hochdruckgebiet. Hierbei entsteht eine Kaltfront, die den plötzlichen Wetterumschwung verursacht. Im Sommer strömen sehr warme Winde aus dem Zentrum des Kontinents nach Melbourne, infolgedessen steigen die Temperaturen stark an. Während einer solchen Situation verzeichnete Melbourne im Februar 2009 drei Tage hintereinander Tageshöchsttemperaturen von über 40 Grad Celsius, was im Umland zu den Buschfeuern in Victoria 2009 führte.
Während der Wintermonate ist es in Melbourne kühler als in den anderen Hauptstädten der australischen Bundesstaaten (mit Ausnahme von Hobart). Schnee tritt nur sehr selten auf, Frost und Nebel gelegentlich.
Die nachfolgende Tabelle zeigt die durchschnittlichen Klimawerte der Jahre 1855 bis 2013:
|                       | Jan  | Feb  | Mär  | Apr  | Mai  | Jun  | Jul  | Aug  | Sep  | Okt  | Nov  | Dez  |   |       |
| Mittl. Tagesmax. (°C) | 25,9 | 25,8 | 23,9 | 20,3 | 16,7 | 14,1 | 13,5 | 15,0 | 17,2 | 19,7 | 22,0 | 24,2 | ⌀ | 19,8  |
| Mittl. Tagesmin. (°C) | 14,3 | 14,6 | 13,2 | 10,8 | 8,7  | 6,9  | 6,0  | 6,7  | 8,0  | 9,5  | 11,2 | 12,9 | ⌀ | 10,2  |
|                       |      |      |      |      |      |      |      |      |      |      |      |      |   |       |
| Niederschlag (mm)     | 47,3 | 48,1 | 50,3 | 57,1 | 55,9 | 49,5 | 47,7 | 50,1 | 58,2 | 66,1 | 60,3 | 59,3 | Σ | 649,9 |
|                       |      |      |      |      |      |      |      |      |      |      |      |      |   |       |
| Sonnenstunden (h/d)   | 9,0  | 8,1  | 6,8  | 5,6  | 3,9  | 3,6  | 3,7  | 4,7  | 5,7  | 6,3  | 7,0  | 7,5  | ⌀ | 6     |
|                       |      |      |      |      |      |      |      |      |      |      |      |      |   |       |
| Regentage (d)         | 5,6  | 5,1  | 6,1  | 7,9  | 9,7  | 9,4  | 9,8  | 10,5 | 10,4 | 10,2 | 8,3  | 7,2  | Σ | 100,2 |

| 14,3 |

| 14,6 |

| 13,2 |

| 10,8 |

| 8,7 |

| 6,9 |

| 6,0 |

| 6,7 |

| 8,0 |

| 9,5 |

| 11,2 |

| 12,9 |

| 14,3 |

| 14,6 |

| 13,2 |

| 10,8 |

| 8,7 |

| 6,9 |

| 6,0 |

| 6,7 |

| 8,0 |

| 9,5 |

| 11,2 |

| 12,9 |

## Geschichte

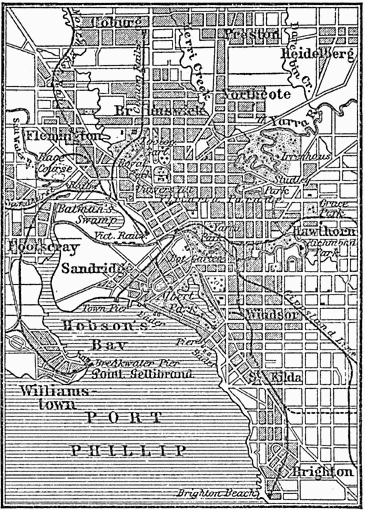
Historische Karte (um 1888)

Das Gebiet der heutigen Stadt Melbourne war seit etwa 35.000 Jahren von knapp 20.000 Aborigines besiedelt, die zu den drei Stämmen der Wurundjeri, Boonwurrung und Wathaurong gehörten und gemeinsam den Verband der Kulin-Nation bildeten. Für sie war das Gebiet ein bedeutender Treffpunkt und stellte darüber hinaus eine wichtige Quelle für Wasser und Lebensmittel dar. Im Jahre 1803 wurde das Gebiet erstmals von Europäern erkundet und 1835 siedelten europäische Siedler von Tasmanien über und gaben der Bucht den Namen Port Phillip.
Als Gründer gelten John Batman und John Pascoe Fawkner. Batman war ein Repräsentant der im selben Jahr durch eine Gruppe von Geschäftsmännern aus Launceston gegründeten Port Phillip Association. Er kaufte den ansässigen Aborigine-Stämmen, die unter der Führung Billibellarys verhandelten, mit dem als Batman’s Treaty bekannten Vertrag rund 240.000 Hektar Land ab und gründete an der Nordseite des Yarra-Flusses eine Siedlung. Im Oktober 1835 schloss sich eine Gruppe tasmanischer Siedler John Pascoe Fawkner an, der im Folgenden die Siedlungsaktivitäten zielstrebig vorantrieb.
Melbourne war im Gegensatz zu anderen Siedlungen im Südosten Australiens nie eine Strafkolonie, sondern wurde von Anfang an als Wohngebiet mit breiten Straßen und weitläufigen Parks geplant.
Im Jahre 1837 erhielt die Stadt zu Ehren des damaligen Premierministers von Großbritannien, William Lamb, 2. Viscount Melbourne, ihren heutigen Namen. Um 1840 lebten bereits über 10.000 Menschen in der Region rund um Melbourne.

Melbourne im Jahre 1872 von der Wellington Parade aus gesehen. Ölgemälde von Henry Burn

Im Jahre 1851 wurde Melbourne die Hauptstadt der sich von New South Wales loslösenden, neu gegründeten britischen Kolonie Victoria. Melbournes größte Wachstumsperiode begann mit dem Victorianischen Goldrausch der frühen 1850er Jahre, als im Binnenland Victorias – insbesondere bei Bendigo und Ballarat – Gold entdeckt wurde. Zu dieser Zeit entwickelte sich die Stadt zum Handels- und Geschäftszentrum der aus Übersee herbeiströmenden Goldgräber.
Ende des 19. Jahrhunderts wurde die Stadt ein wichtiger Eisenbahnknotenpunkt, ihr Hafen wurde ausgebaut und bedeutende Industriebetriebe siedelten sich an. Nach der Gründung des Australischen Bundes im Jahre 1901 war Melbourne zunächst Sitz der australischen Bundesregierung, bis 1913 Canberra zur neuen Bundeshauptstadt wurde. Der Regierungsumzug wurde jedoch erst 1927 vollzogen. 1956 fanden in Melbourne die Olympischen Sommerspiele statt.
Während der COVID-19-Pandemie in Australien wurde über Melbourne ein Lockdown verhängt, der länger dauerte, als jede andere Stadt weltweit erdulden musste.
Bedingt durch die sehr strikten Einschränkungen in Melbourne lag auch der Tourismus lange brach. Erst am 15. September 2022 legte mit der Coral Princess das erste Kreuzfahrtschiff seit dem Frühjahr 2020 am Station Pier in Port Melbourne an. Die 2500 Passagiere an Bord wurden unter großem Medieninteresse mit Sambatänzern und Champagner empfangen. Der Tourismusminister Steve Dimopoulos sprach von einem ikonischen Moment und einer Wohltat für Victorias Tourismusindustrie. Der stellvertretende Oberbürgermeister von Melbourne, Nicolas Reece, stellte die historische Bedeutung der Ankunft der Coral Princess in eine Reihe mit den Ankünften von Goldsuchern, Einwanderern und Soldaten der beiden Weltkriege.

## Einwohnerentwicklung
Die Einwohnerzahl von Melbourne hat sich seit Ende der 1950er Jahre auf 3,4 Millionen im Jahr 2006 verdoppelt. Die Bevölkerungsdichte lag 2021 bei 519 Einwohnern je Quadratkilometer. In Berlin waren es 2021 zum Vergleich 4012. In den ländlichen Regionen außerhalb der Stadt leben etwa 220.000 Menschen. Dort liegt die Bevölkerungsdichte nur bei 31 Einwohnern je Quadratkilometer. In Mecklenburg-Vorpommern sind es zum Vergleich 69. In der gesamten Metropolregion (Greater Melbourne) leben 4,9 Millionen Menschen (Stand 2021). Die Bevölkerungsdichte beträgt 492 Einwohner je Quadratkilometer.
Zur Bevölkerung der Stadt gehören viele Einwanderer, die chinesischer, britischer, griechischer, italienischer, irischer, serbischer, kroatischer oder vietnamesischer Herkunft sind. Viele Einwanderer aus Osteuropa bekennen sich zum jüdischen Glauben. Melbourne beherbergt mit 50.000 Mitgliedern die größte jüdische Gemeinde Australiens. Während die meisten eingewanderten Juden aus Westeuropa sich in Sydney ansiedelten, wählten die Juden aus Osteuropa Melbourne als Wohnort.
Die folgende Übersicht zeigt die Einwohnerzahlen der eigentlichen Stadt mit Vorortgürtel (Urbanized Area). Bis 1871 handelt es sich um Schätzungen, von 1881 bis 2021 um Volkszählungsergebnisse.
| Jahr/Datum    | Einwohner |
| ------------- | --------- |
| 1840          | 10.000    |
| 1850          | 41.000    |
| 1861          | 139.900   |
| 1871          | 193.700   |
| 3. April 1881 | 282.900   |
| 5. April 1891 | 445.200   |
| 31. März 1901 | 496.100   |
| 2. April 1911 | 591.800   |
| 4. April 1921 | 766.500   |
| 30. Juni 1933 | 991.900   |

| Jahr/Datum     | Einwohner |
| -------------- | --------- |
| 30. Juni 1947  | 1.226.400 |
| 30. Juni 1954  | 1.524.100 |
| 30. Juni 1961  | 1.911.900 |
| 30. Juni 1966  | 2.110.200 |
| 30. Juni 1971  | 2.394.100 |
| 30. Juni 1976  | 2.479.200 |
| 30. Juni 1981  | 2.578.500 |
| 30. Juni 1986  | 2.645.500 |
| 30. Juni 1991  | 2.761.995 |
| 9. August 1996 | 2.865.329 |

| Jahr/Datum | Einwohner |
| ---------- | --------- |
| 2001       | 3.132.900 |
| 2006       | 3.371.888 |
| 2011       | 3.707.530 |
| 2016       | 4.196.198 |
| 2021       | 4.585.537 |

## Politik

### Stadtregierung

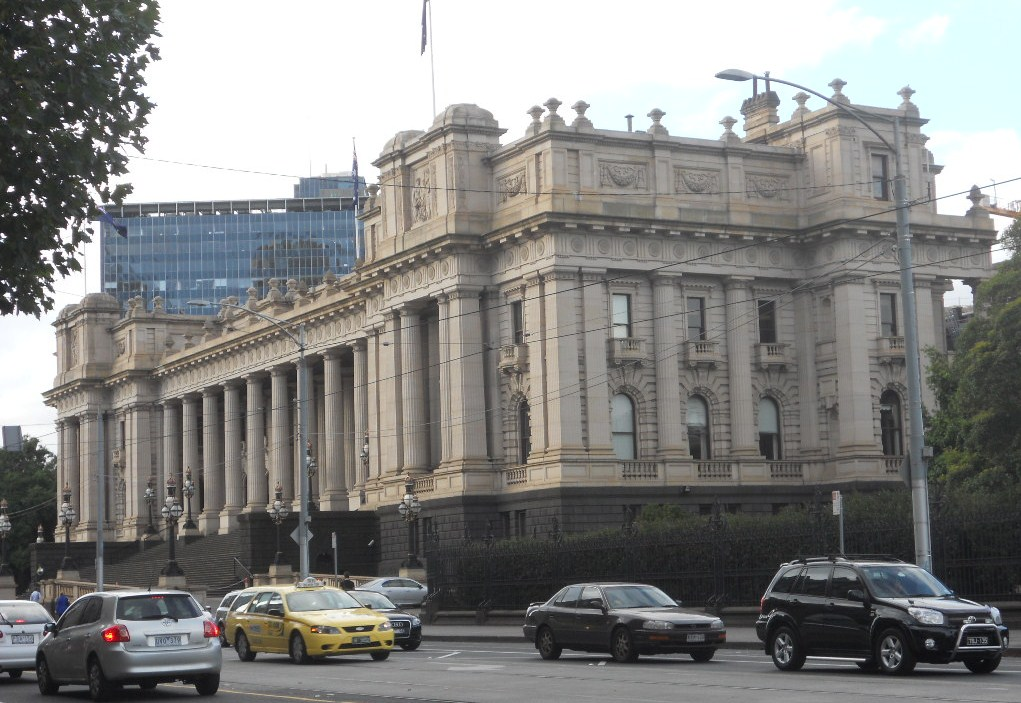
Gebäude des Parlaments von Victoria

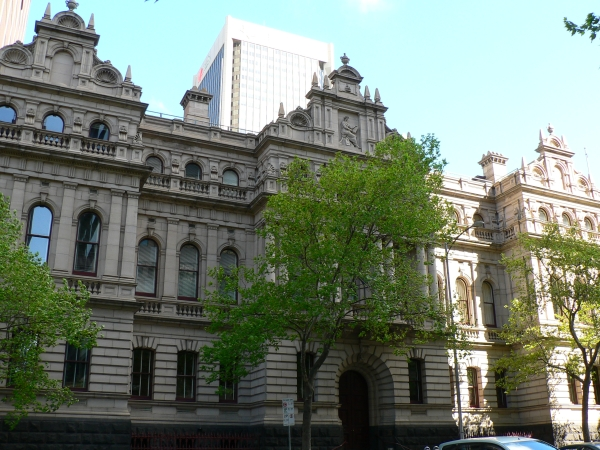
Supreme Court Büros

Die Metropolregion Melbourne besitzt keine zentrale Verwaltung. Sie besteht aus der City of Melbourne und 30 weiteren Local Government Areas (LGA, lokale Verwaltungsgebiete), wobei der Lord Mayor der City of Melbourne inoffiziell als Repräsentant der gesamten Region gilt. Er besitzt keine Jurisdiktion über die anderen LGAs. Diese liegt bei der Regierung des Bundesstaates Victoria.
Alle LGA besitzen gewählte Stadträte (sogenannte „local councils“) mit eigenständigen Bürgermeistern. Diese „local councils“ sind vergleichbar mit den Bezirken in den deutschen Großstädten Berlin und Hamburg, wobei es in Melbourne eine größere Anzahl von Bezirken gibt. Diese sind für eine Reihe von Aufgaben zuständig, die ihnen von der Regierung des Bundesstaates übertragen wurden. Viele Aufgaben werden jedoch durch den Bundesstaat selbst wahrgenommen. Darunter fallen öffentlicher Verkehr, Hauptstraßen, Verkehrsüberwachung, Polizei, Bildung ab der Grundschulstufe und die Planung großer Infrastrukturprojekte.
In Melbourne finden sich ein Honorarkonsulat der Bundesrepublik Deutschland, ein Konsulat der Schweizer Eidgenossenschaft sowie ein Honorargeneralkonsulat der Republik Österreich jeweils mit dem Zuständigkeitsbereich für den Bundesstaat Victoria.

### Städtepartnerschaften
Melbourne unterhält mit folgenden Städten Partnerschaften (in Klammern das Jahr der Etablierung):
- Osaka, Japan (1978)
- Tianjin, VR China (1980)
- Thessaloniki, Griechenland (1984)
- Boston, USA (1985)
- Sankt Petersburg, Russland (1989)
- Mailand, Italien (2004)
- Galle, Sri Lanka (2005)

## Kultur und Sehenswürdigkeiten

### Museen

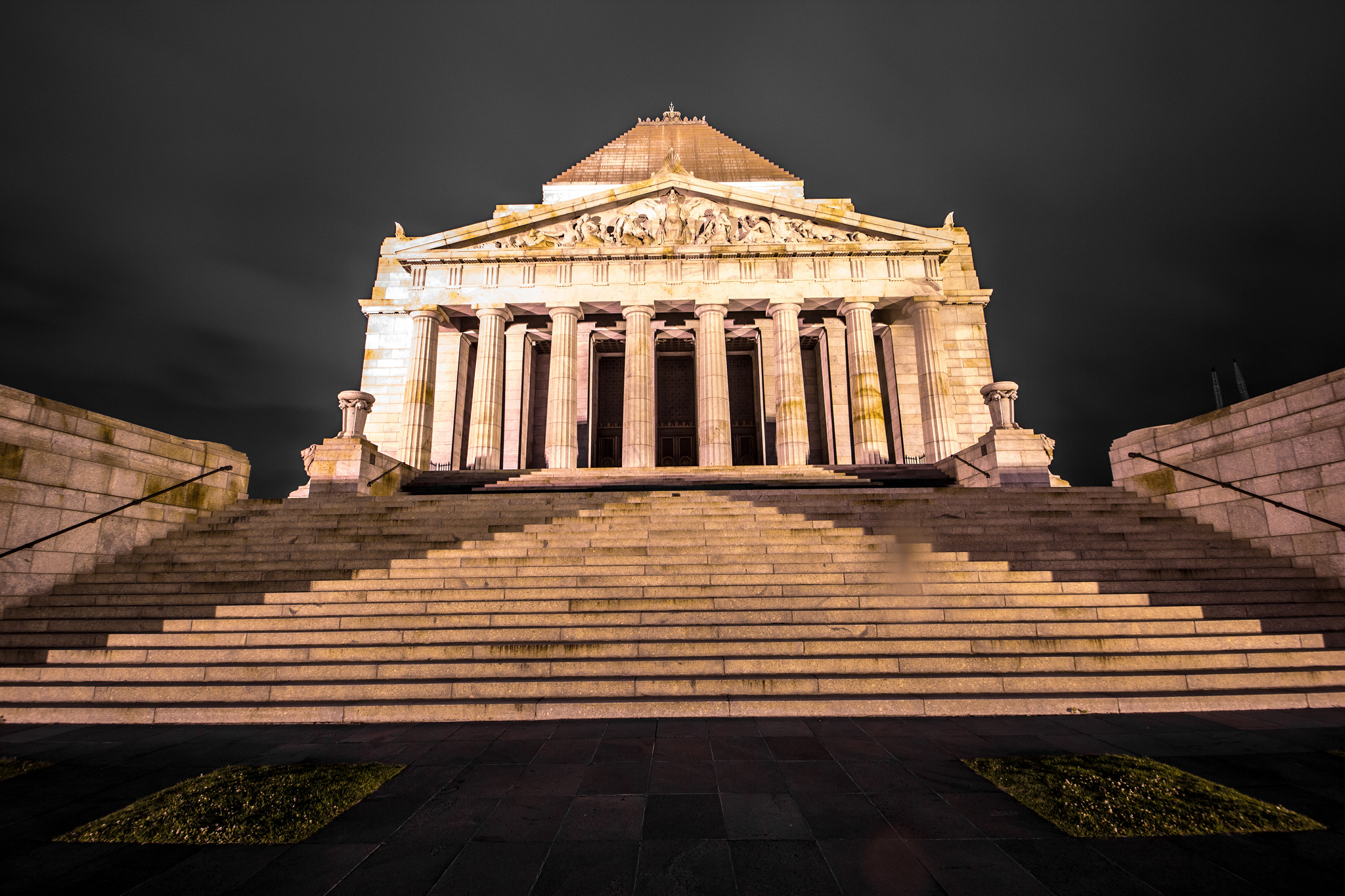
Shrine of Remembrance – War Memorial

Mit dem Melbourne Museum wurde im November 2000 der größte Museumskomplex der Südhalbkugel eröffnet. Zum Museumskomplex gehören weiterhin das Royal Exhibition Building, das Scienceworks Museum sowie das Immigration Museum.
Weitere bekannte Museen im Stadtgebiet sind das Museum of Victoria, in dem das frühere National Museum of Victoria mit seinen Abteilungen für Zoologie, Geologie und Anthropologie aufgegangen ist und die National Gallery of Victoria mit Sammlungen von Gemälden und Photographien.
In der Stadt befinden sich auch das Jewish Museum of Australia und das Jewish Holocaust Museum and Research Centre.

### Bauwerke

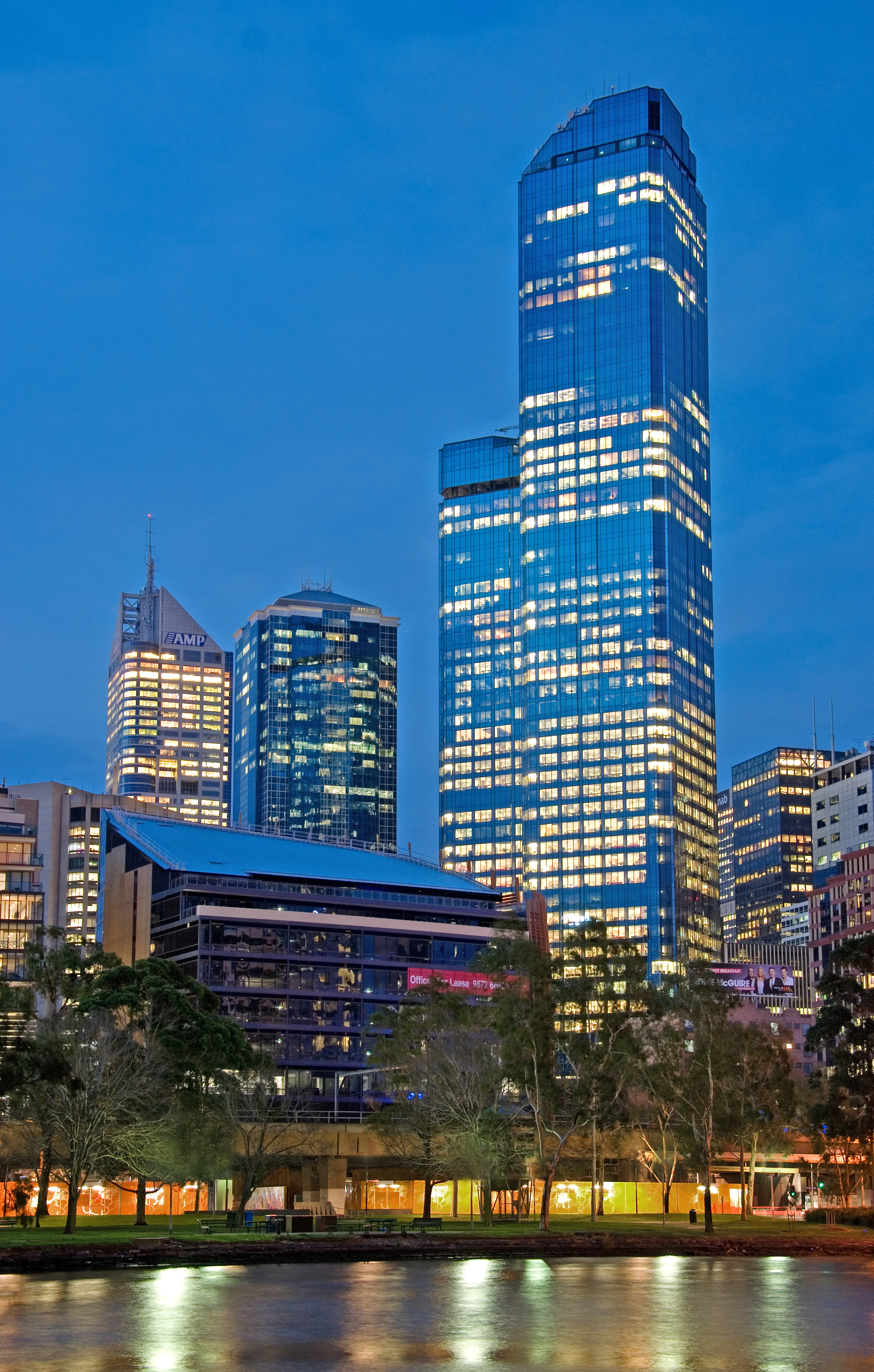
Rialto Towers

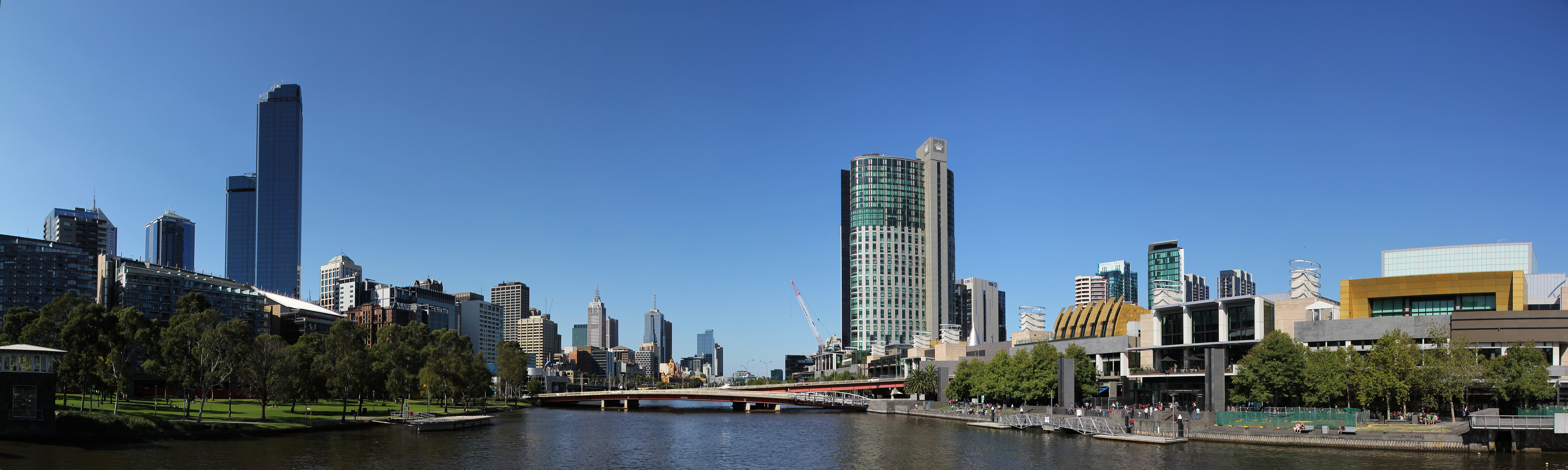
Southbank

Das Stadtbild Melbournes, dessen historischer Queen-Victoria-Markt bis heute eine Attraktion bildet, beherrschen zahlreiche Bürohochhäuser. Sehenswerte Bauwerke sind unter anderem das State Parliament House, die Royal Exhibition Buildings, die 1968 eröffnete Börse, die 1937 fertiggestellte Saint Patrick’s Cathedral und Flinders Street Station.
In den Fitzroy Gardens wurde das Cook’s Cottage aufgebaut. Dieses Haus gehörte ursprünglich den Eltern des englischen Seefahrers und Entdeckers James Cook (1728–1779), der im Jahre 1770 die Ostküste Australiens für Großbritannien in Besitz nahm, und wurde 1933 nach Australien transportiert. Ebenfalls erwähnenswert sind das Government House, das National Herbarium und die Royal Botanic Gardens.
Die 1978 dem Verkehr übergebene West Gate Bridge, die den Yarra River kurz vor seiner Mündung überquert, ist die drittlängste Brücke des Landes. Die Sandridge Bridge im Stadtzentrum war die erste Passagiereisenbahnbrücke Australiens. Im Zuge ihrer Renovierung und Wiedereröffnung als Fußgängerbrücke 2006 wurden auf der Brücke neun 7,5 Meter hohe bewegliche abstrakte Skulpturen, genannt The Travellers, installiert, die die verschiedenen australischen Einwanderer symbolisieren.
Im Jahre 2006 wurde der Eureka Tower fertiggestellt, der seitdem mit 297 Metern Höhe und 91 Stockwerken das größte Gebäude Melbournes ist. Am 18. März 2013 wurde der Bau eines Wolkenkratzers mit Adresse Southbank Boulevard 70 genehmigt. Bei Fertigstellung soll „Australia 108“ mit 388 m Höhe und 108 Stockwerken das höchste Gebäude der südlichen Erdhalbkugel sein.

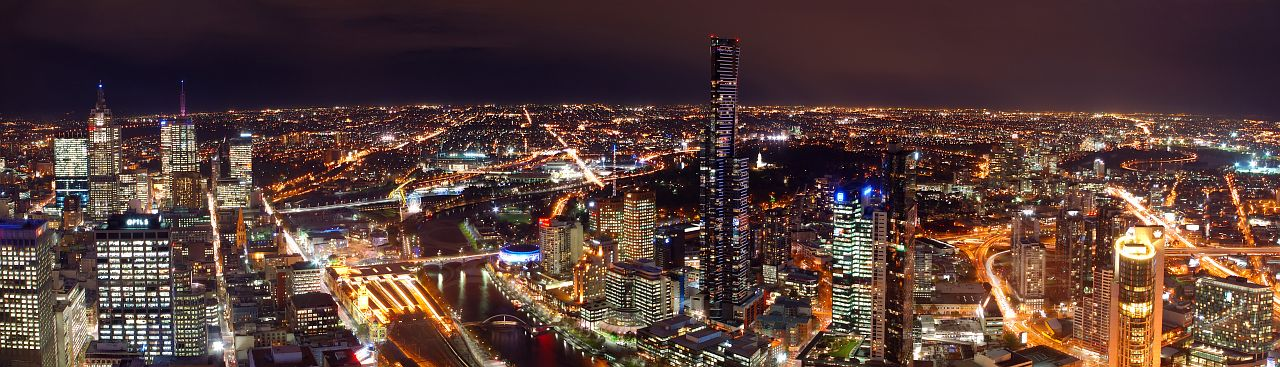
Skyline von Melbourne vom Rialto Center

### Freizeit und Erholung

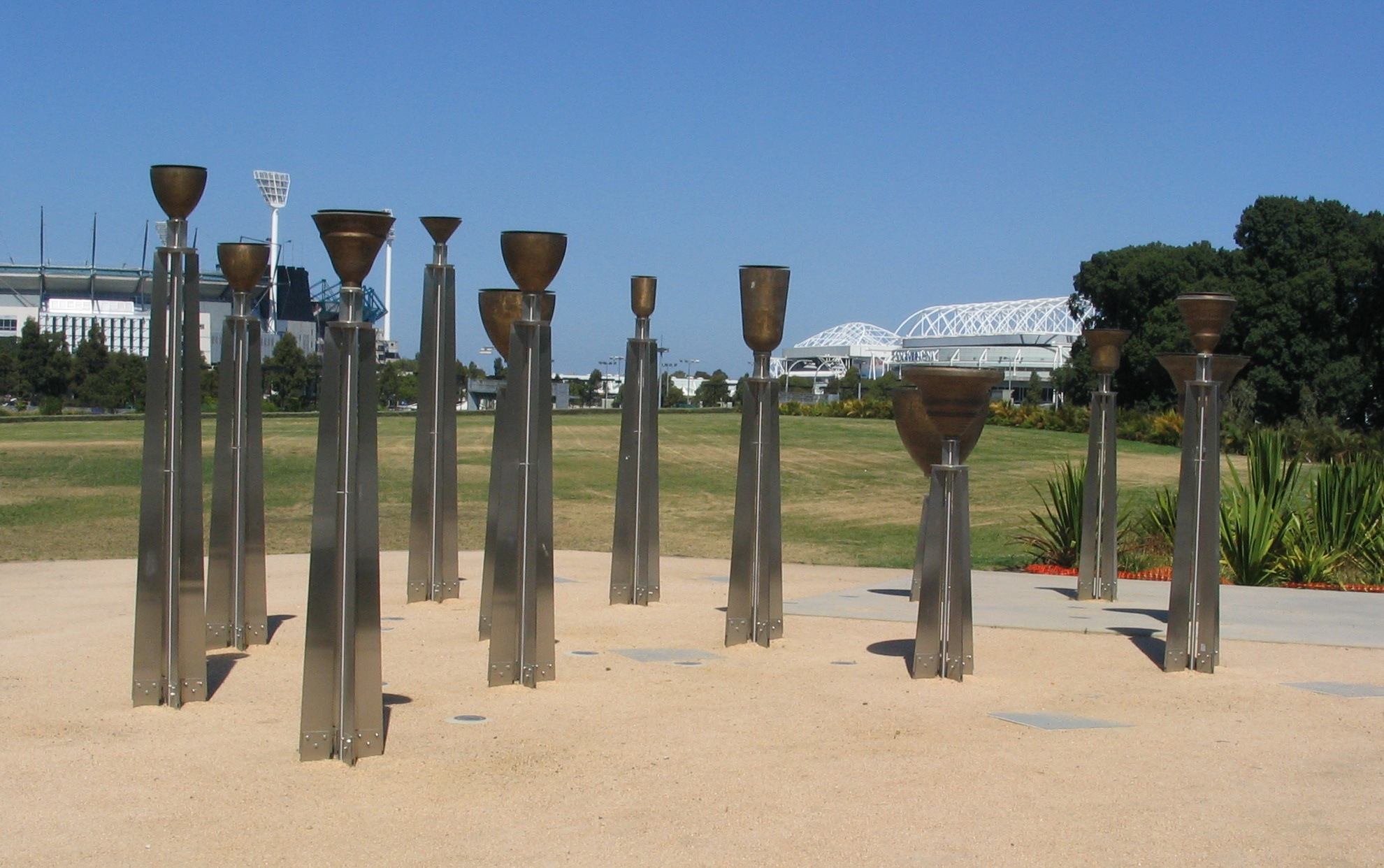
Kunst in Melbourne

Die Stadt Melbourne feiert jährlich im Rahmen des Spring Racing Carneval am ersten Dienstag im November den „Melbourne Cup Day“, der seit 1877 in ganz Victoria als gesetzlicher Feiertag gilt. Der Melbourne Cup ist Australiens größtes Pferderennen und wird auf dem Flemington Racecourse im Norden Melbournes ausgetragen.
In den Sommermonaten läuft das „Summer-Fun-in-the-Parks“-Programm. Hier finden am Abend kostenlose Open-Air-Jazz-Konzerte in den diversen Parks und nächtliche Beobachtungen des Südsternhimmels von der Victoria Astronomical Society statt.
Das Künstlerviertel von Melbourne findet sich im südöstlichen Stadtteil Prahran, wo sich, vor allem in der Chapel St., viele Galerien, Boutiquen und für Jugendliche und Künstler attraktive Bars und Restaurants befinden.
In Melbourne finden die wichtigsten Sportveranstaltungen Australiens statt. Jährlich im Januar findet das Tennis-Grand-Slam-Turnier Australian Open statt. Im März ist der Auftakt der Formel 1, der Große Preis von Australien auf dem Albert Park Circuit in St. Kilda. Melbourne gilt als Ursprung für den in Australien beliebtesten Sport Aussie Rules. Das jährliche Grand Final findet im Melbourne Cricket Ground statt. Dieses auch MCG genannte Stadion ist eines der größten Stadien der Welt. Hier findet jährlich am zweiten Weihnachtsfeiertag (Boxing Day) ein Test-Cricket-Spiel gegen England statt. Am 24. Oktober 2015 findet im Etihad Stadion im Rahmen der Speedway-Weltmeisterschaft der Speedway WM-Grand Prix von Australien statt. Des Weiteren fand 1975 im Melbourner Nunawading Basketball Stadium das Finale der Snookerweltmeisterschaft 1975 statt. Melbourne war Gastgeber der Commonwealth Games 2006 und unter anderem einer der Austragungsorte beim Cricket World Cup 1992, der Rugby-Union-Weltmeisterschaft 2003, dem Cricket World Cup 2015 und dem T20 World Cup 2022.
Eine Touristenattraktion ist das zum Teil im Flussbett des Yarra River unterirdisch angelegte Melbourne Aquarium. Ein beliebtes Erholungsgebiet für die Bewohner der Stadt sind auch die Dandenong Ranges, eine Bergkette östlich von Melbourne. Zur Erholung wird auch die Melbourne umgebende Naturlandschaft genutzt. Am beliebtesten ist Wilsons Promontory, Healesville Sanctuary, der Grampians-Nationalpark und die Great Ocean Road, die als eine der schönsten Küstenstraßen der Welt gilt und von Torquay bis nach Warrnambool führt.
Direkt am Ufer des Yarra River befindet sich mit dem Crown Melbourne der größte Casinokomplex der südlichen Hemisphäre.
Im Juni findet das Melbourne Jazz Festival statt.

## Wirtschaft und Infrastruktur

### Wirtschaft
Laut einer Studie aus dem Jahr 2014 erwirtschafte Melbourne ein Bruttoinlandsprodukt von 178,39 Milliarden US-Dollar in Kaufkraftparität. In der Rangliste der wirtschaftsstärksten Metropolregionen weltweit belegte die Stadt damit den 65. Platz.

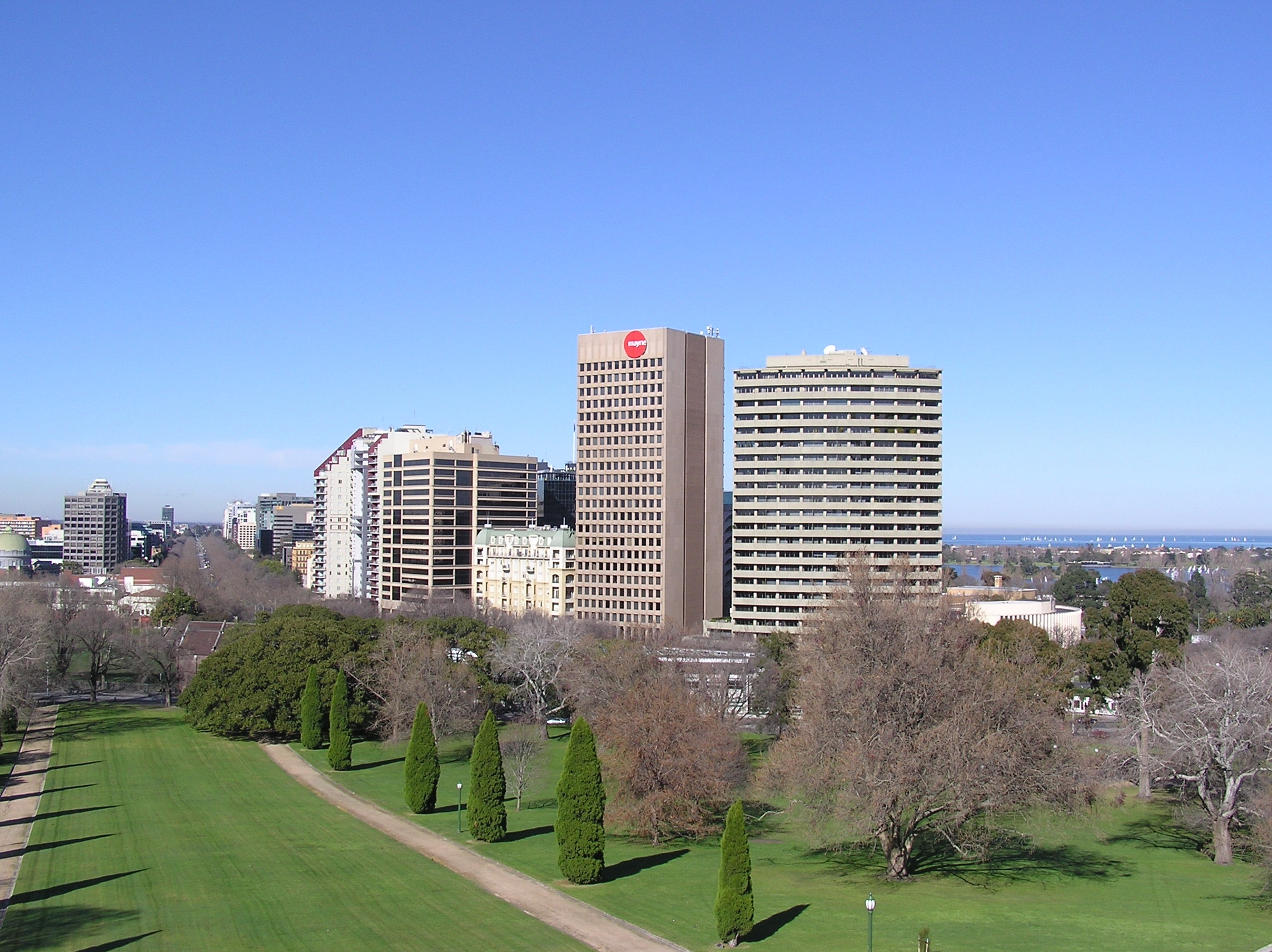
Blick auf Melbourne

In Melbourne werden unter anderem Schiffe und Erdölprodukte aus den Werften und Raffinerien an der Port Phillip Bay sowie Chemikalien, Druckerzeugnisse, Metalle, Kraftfahrzeuge, elektrische und elektronische Geräte, Maschinen, Textilien, Kleidung, Papier und Nahrungsmittel hergestellt.
Mit dem Stahl- und Bergbaukonzern Broken Hill Proprietary Company, Ltd. (BHP), dessen Hauptquartier sich in der Stadt befindet, beherbergt Melbourne das größte Industrieunternehmen Australiens und die größte Minengesellschaft der Welt. Andere Firmen des Landes mit Sitz in Melbourne sind die National Australian Bank und Pacific Dunlop, ein Unternehmen, das verschiedene Konsumgüter herstellt und vermarktet.
Zudem wächst in Melbourne die Dienstleistungsbranche stetig an und macht die Stadt zu einem immer wichtigeren Standort. Neben den größten Wirtschaftsprüfern (PricewaterhouseCoopers, KPMG, Ernst & Young, Deloitte, CPA Australia) haben führende Unternehmensberater (Boston Consulting Group, McKinsey) hier Dependancen.
Die deutschen Automobilhersteller Daimler und Porsche haben ihren australischen Hauptsitz in Melbourne. Außerdem sitzt hier der GM-Tochterkonzern Holden sowie die Foster’s Brauerei.
Der weltweit bekannte Reiseführer-Verlag Lonely Planet hat sein weltweites Hauptquartier in Footscray, einem Vorort von Melbourne.
In einer Rangliste der wichtigsten Finanzzentren weltweit belegt Melbourne den 12. Platz (Stand: 2018).

### Verkehr

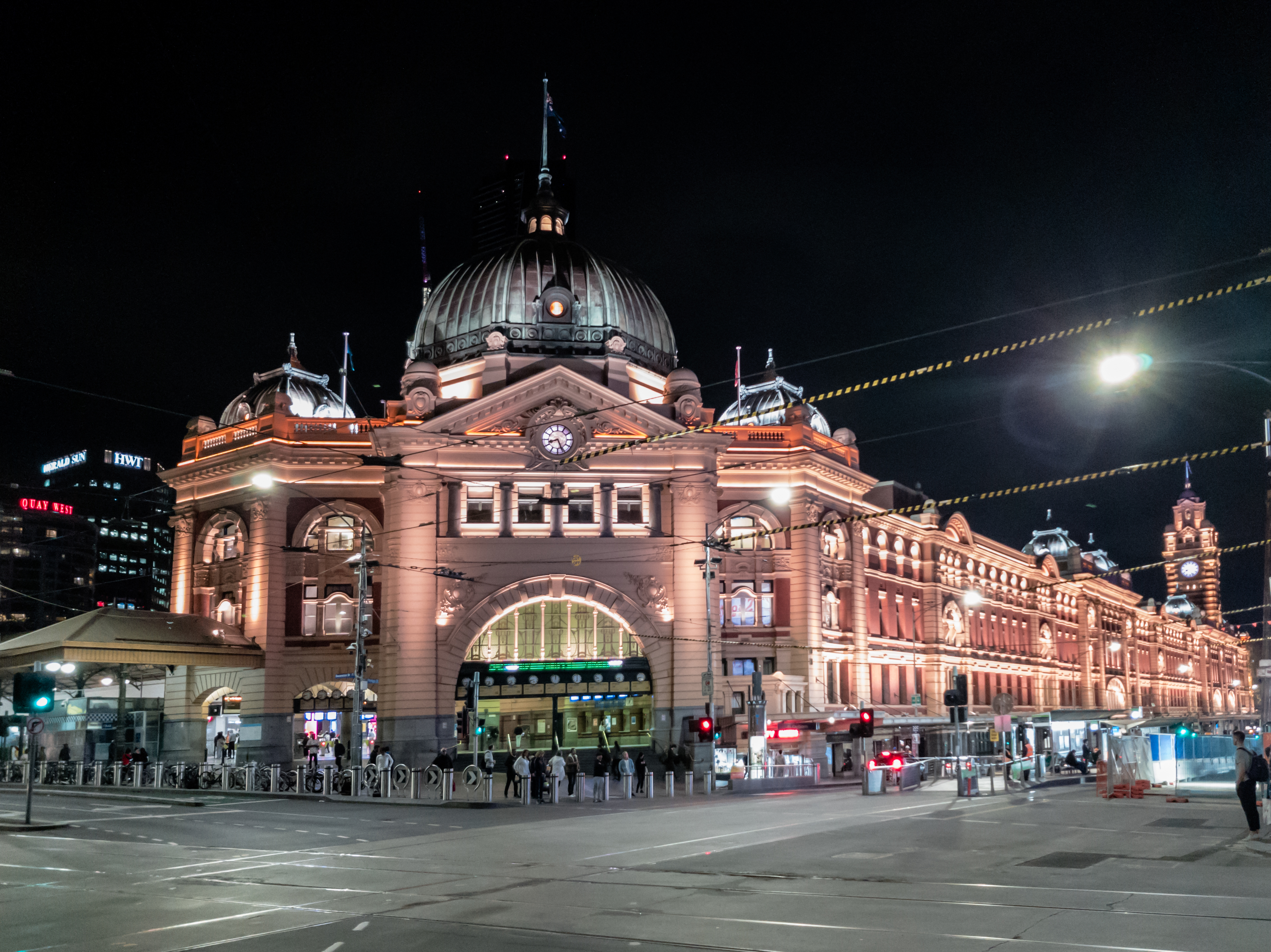
Flinders Street Station

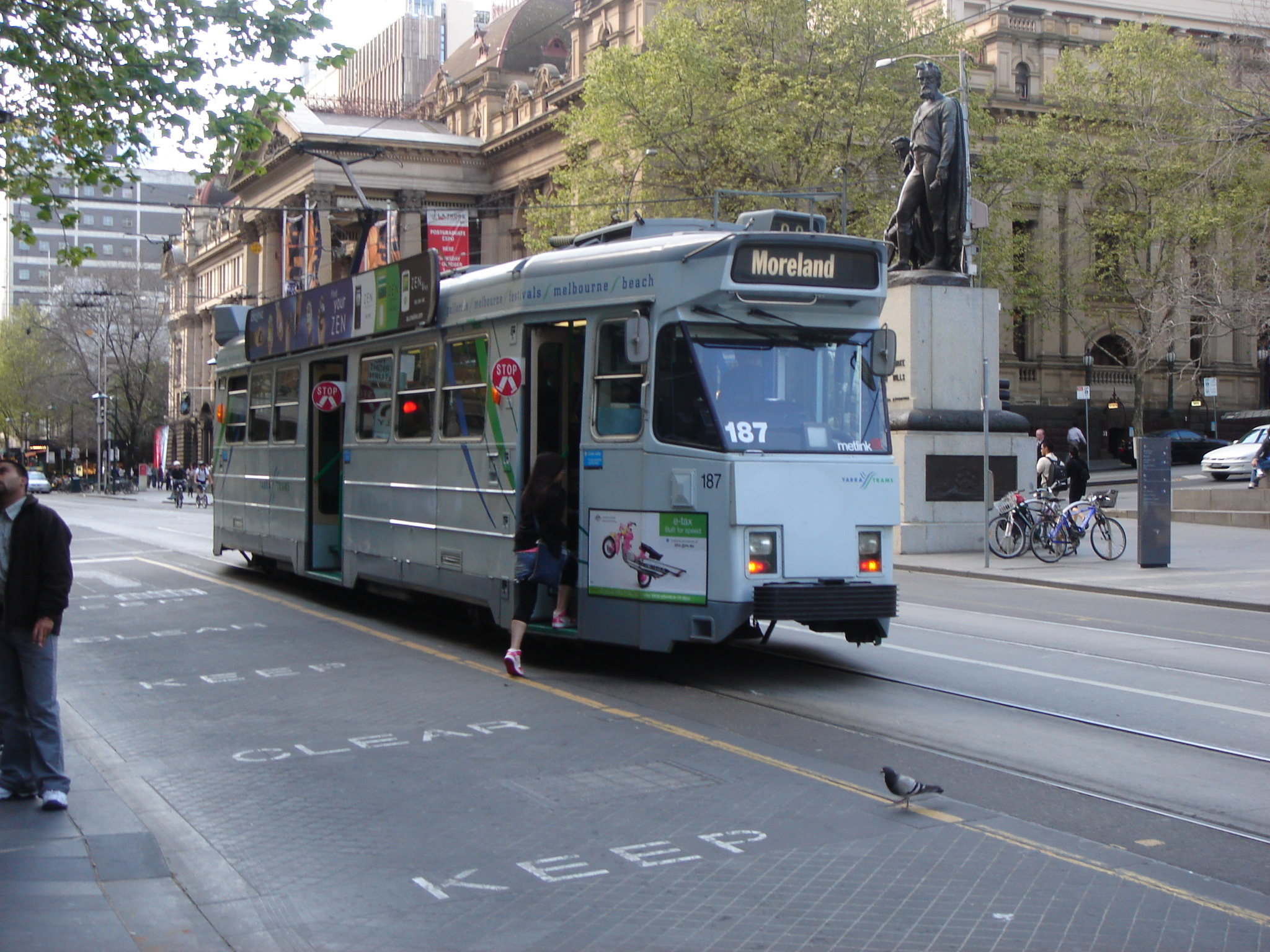
Straßenbahn im Zentrum der Stadt

Die Stadt ist ein Eisenbahn- und Verkehrsknotenpunkt. Der Hauptflughafen Melbourne International Airport liegt 22 Kilometer nordwestlich vom Zentrum im Vorort Tullamarine. Ein weiterer Flughafen, der von Billig-Airlines genutzt wird, liegt südwestlich von Melbourne in Avalon. Darüber hinaus befinden sich der Flughafen Essendon und der Moorabbin Airport auf bzw. am Rand des Stadtgebietes, von beiden werden allerdings keine Linienflüge angeboten.
Der öffentliche Nahverkehr wird von vielen Melbournians auch seit der Privatisierung und Aufspaltung in verschiedene Firmen immer noch 'The Met' genannt. Rückgrat des Nahverkehrs ist das Vorortbahnnetz von Metro Trains Melbourne und die am 11. November 1885 eröffnete Straßenbahn. Während die anderen Straßenbahnsysteme auf dem australischen Kontinent – die Straßenbahnen von Sydney, Canberra und Adelaide – jeweils nur aus einer Strecke bestehen, verfügt Melbourne über ein Streckennetz von 238 Kilometern Länge und damit über das größte Straßenbahnnetz der Welt. Die Beförderung mit der City Circle tram sowie einigen weiteren Linien innerhalb der sogenannten „Free Tram Zone“ in der Innenstadt ist kostenlos. Daneben gehören zur Met auch noch ein Eisenbahnnetz und zahlreiche Buslinien.
Im Kraftfahrzeugverkehr ist der Hook Turn eine Melbourner Besonderheit. Dabei biegen Rechtsabbieger an einigen Kreuzungen aufgrund des Straßenbahnverkehrs von der linken Spur ab.

### Bildung
Die beiden großen Universitäten der Stadt sind die 1853 gegründete Universität Melbourne und die Monash University, die 1958 eröffnet wurde. Sie gehören zu den acht führenden Forschungsuniversitäten Australiens. Weitere Bildungseinrichtungen der Metropolregion sind die La Trobe University (eröffnet 1967) in Bundoora, die Swinburne University of Technology in Hawthorn (eröffnet 1968), die Deakin University (eröffnet 1974) in Geelong und Burwood sowie das Royal Melbourne Institute of Technology (RMIT University - RMIT; eröffnet 1882) und die Victoria University of Technology (eröffnet 1990), die sich beide in der City of Melbourne befinden. In North Fitzroy eröffnete 2008 die „Deutsche Schule Melbourne“ (DSM).

## Söhne und Töchter der Stadt
Melbourne ist Geburtsort zahlreicher berühmter Persönlichkeiten.